# Hidalgo (staat)
Hidalgo (Nahuatl: Calpanpilco, Otomí: Dalgo) is een staat in het midden van Mexico. Hidalgo heeft een oppervlakte van 20.502 km² en 2.235.591 inwoners (census 2005). De staat grenst aan San Luis Potosí, Veracruz, Puebla, Mexico, Tlaxcala en Querétaro. De hoofdstad van Hidalgo is Pachuca, andere grote plaatsen zijn Tulancingo, Ixmiquilpan en Tepeji del Río. De staat is genoemd naar onafhankelijkheidsstrijder Miguel Hidalgo.

## Geografie
Hidalgo heeft ondanks haar beperkte oppervlakte een grote verscheidenheid aan landschapstypes. Het zuidelijk deel van de staat valt onder de Trans-Mexicaanse Vulkanengordel, het noorden onder de Oostelijke Sierra Madre. Hoewel de hoogste toppen van de staat niet zo heel hoog zijn in vergelijking met naburige staten, lopen zij in het oosten van de staat uit in gigantische kloven, die uitkopen op de kustvlakte van de Golf van Mexico. Het hoogste punt is met 4330 meter de Peñón del Rosario. De vegetatie bestaat uit loof- en naaldwouden in het zuiden van de staat, halfwoestijn in het noordwesten en semitropisch regenwoud in de Huasteca, dat het oosten en noorden van de staat bevat.

## Geschiedenis
De Tolteken vestigden hun rijk vanuit het dal van Hidalgo, waar zij hun hoofdstad Tollan bouwden. Ten tijde van de komst van de Spanjaarden werd het gebied bewoond door Huasteken en Otomí, die waren onderworpen door de Azteken.
Bij de vestiging van de Mexicaanse Bondsrepubliek in 1824 ging Hidalgo deel uitmaken van de staat Mexico, hoewel er toen al stemmen opgingen om het als de staat Huasteca af te scheiden van Mexico, en met de grondwet van 1857 opnieuw onder de naam Iturbide. In 1869 werd Hidalgo uiteindelijk onder impuls van Manuel Fernando Soto een aparte staat.
Tijdens het Porfiriato maakte de staat een snelle economische groei door, onder anderen door de winning van zilver, lood, kwik en ijzer en koper. De komst van Engelse mijnwerkers aan het eind van de 19e eeuw bracht grote veranderingen teweeg, niet het minst omdat zij voor het eerst voetbal in Mexico introduceerden.

## Gemeenten
Hidalgo bestaat uit 84 gemeenten, zie Lijst van gemeenten van Hidalgo.